# 田村銀之助
田村 銀之助（たむら ぎんのすけ、安政3年8月1日（1856年8月30日） - 大正13年（1924年）8月20日）は、新選組隊士。

## 経歴
安政3年（1856年）、誕生。磐城平藩出身。
慶応3年（1867年）に兄の田村一郎・田村録四郎らと共に11歳で新選組に入隊し、隊士としてではなく、局長近藤勇や副長土方歳三附属の小姓として所属した。戊辰戦争が勃発すると、新選組に従い鳥羽・伏見・流山を経て会津へ渡るが、若年だったため会津戦争などには参加しなかったという。
旧幕府軍が仙台で榎本武揚艦隊と合流すると、共に蝦夷地へ渡った。箱館政権（蝦夷共和国）では、陸軍奉行並土方歳三に所属する榎本総裁附きの小姓となり、また陸軍隊隊長春日左衛門の養子となる。箱館戦争中も非戦闘員として扱われ、通訳の田島応親よりフランス語を学ぶ。明治2年（1869年）5月11日に土方歳三、12日に春日左衛門がそれぞれ戦死すると、総裁榎本武揚や陸軍奉行大鳥圭介らに本営五稜郭からの脱出を勧められるが、断固として拒否した。
五稜郭の降伏後は捕虜となるが、榎本の働きかけもあって早期に釈放される。その後は一時黒田清隆の下に引き取られ明治政府に出仕、陸軍士官として西南戦争などに参戦、開拓使にも勤めた。大正9年（1920年）に史談会に出席。戊辰戦争時の談話を残す。
大正13年（1924年）、東京にて67歳で死去。